# ZTE Blade
ZTE Blade, auch bekannt als Orange San Francisco, ist ein Smartphone des chinesischen Mobilfunktechnikherstellers ZTE. Es kam 2010 auf den Markt und nutzt Android als Betriebssystem.
Bis Ende 2011 wurden mehr als 8 Millionen Einheiten ausgeliefert, es ist damit das zweit-erfolgreichste Smartphone von ZTE nach dem Modell „Skate“.

## Verbreitung
Das Gerät wurde im Auftrag des französischen Mobilfunkanbieters Orange entwickelt und im Vereinigten Königreich ab Herbst 2010 als Prepaid-Handy für 99 Pfund Sterling angeboten. Das ZTE Blade wurde ursprünglich mit dem Android-Betriebssystem 2.1 ausgeliefert, das von Orange um eigenes Design und Applikationen erweitert wurde. Mittlerweile ist das ZTE Blade auch in anderen Ländern erhältlich. Aufgrund der geringen Verfügbarkeit von OLED-Displays wurden diese durch ein LC-Display ab Anfang 2011 ersetzt. Abweichungen gibt es auch in der Gehäusebeschaffenheit und der Kameraauflösung bei den Modellen verschiedener Mobilfunkbetreiber.
Das ZTE Blade hat in allen Ausführungen jeweils 512 MB Flashspeicher und 512 MB RAM. Der Flashspeicherplatz ist in zwei Partitionen mit jeweils 256 MB geteilt. Die erste enthält das Android-Betriebssystem, die zweite Partition ist für die Installation von Anwendungen (Apps) nutzbar. Aufgrund bereits werksseitig vorinstallierter Anwendungsprogramme steht für die individuelle Installation von Apps nur etwa 164 MB zur Verfügung. Die Installation von Apps auf der SD-Karte (Apps2SD) wird bei der Version mit installiertem Android 2.1 nicht unterstützt.

## Varianten
Unter dem Namen Base Lutea bot der deutsche Mobilfunkanbieter E-Plus eine abgewandelte Version des ZTE Blade auf dem deutschen Markt an. Es verfügte anders als das ursprüngliche Original über kein hochwertiges OLED-Display, sondern über ein Standard-LC-Display mit geringerer Farbtiefe (High Color). Die Kamera war mit 5 Megapixeln höher aufgelöst als die des originalen Blade mit 3,2 Megapixeln.
| Modell           | ZTE Blade/San Francisco (Orange)                                                        | Base Lutea (Base)                                |
| ---------------- | --------------------------------------------------------------------------------------- | ------------------------------------------------ |
| Veröffentlichung | Herbst 2010 (Vereinigtes Königreich)                                                    | Winter 2010 (Deutschland)                        |
| Displaytechnik   | OLED-Display (262.000 Farben), seit ca. Anfang 2011 auch mit LC-Display (65.000 Farben) | LC-Display (65.000 Farben)                       |
| Kamera           | 3,2 Megapixel                                                                           | 5.0 Megapixel                                    |
| Gehäuse          | dunkelgrau/matt, schwarz/glänzend, weiß/glänzend                                        | schwarz/glänzend, weiß/glänzend                  |
| Vertrag          | Prepaid (kein Abo), Vertragsgebunden                                                    | Vertragsgebunden                                 |
| Einführungspreis | 99 Pfund (einmalig)                                                                     | 12 Euro/Monat (2 J. Vertrag, Datennutzung inkl.) |

Der Vergleich bezieht sich auf die erste Generation des ZTE Blade. Orange hat mittlerweile auf herkömmliche LC-Displays umgestellt.

## Landesspezifische Modelle
In anderen Ländern wird das ZTE Blade zum Teil unter anderem Namen und mit abweichender Ausstattung angeboten:
- China: ZTE V880 (Android 2.2)
- Deutschland: BASE Lutea, Blade V8 (Android 7.0)[5]
- Finnland: ZTE Blade
- Frankreich: Tactile Internet 2, SFR Startrail
- Griechenland: ZTE Blade
- Indien: Dell XCD35
- Japan: Libero SoftBank 003Z (Android 2.2)
- Litauen: ZTE Blade (Android 2.2)
- Österreich: ZTE Blade, Orange San Francisco
- Polen: Orange San Francisco
- Portugal: Sapo a5, Optimus San Francisco
- Spanien: Orange San Francisco
- Schweden: ZTE Blade
- Schweiz: ZTE San Francisco, Orange San Francisco
- Taiwan: Vibo A699
- Ungarn: ZTE Blade